# Malaltia de declaració obligatòria
Una malaltia de declaració obligatòria (MDO) és una malaltia que és requerit per llei que sigui notificada a les autoritats governamentals. La confrontació de la informació permet a les autoritats controlar la malaltia, i proporciona una alerta primerenca de possibles brots. En el cas de les malalties del bestiar, també pot ser el requisit legal destruir el bestiar infectat. Molts governs han promulgat normes per a la notificació de malalties humanes i animals (generalment en el bestiar). Això sol ocórrer durant les pandèmies.
El reglament sanitari internacional de l'Organització Mundial de la Salut del 1969 exigeix la notificació de malalties de l'organització per tal d'ajudar amb la vigilància global i la funció d'assessorament. La normativa vigent (1969) són bastant limitades, amb un enfocament en la presentació d'informes de tres malalties principals: Còlera, febre groga i pesta
La versió revisada del Reglament Sanitari Internacional de 2005 amplia l'àmbit d'aplicació i ja no es limita a la notificació de les malalties específiques. Si bé s'identifica una sèrie de malalties específiques, sinó que també defineix un conjunt limitat de criteris per ajudar a decidir si un esdeveniment és de declaració obligatòria a l'OMS.
L'Organització Mundial de Sanitat Animal (OIE) supervisa determinades malalties animals a nivell mundial.

## Sistemes de vigilància en diversos països

### Catalunya
A Catalunya les MDO es reparteixen en tres grups: les de declaració numèrica (només es compten el nombre de casos), les de declaració individualitzada (es recullen múltiples dades de cadascun dels pacients) i les de declaració urgent (que requereixen accions urgents comunitàries). Existeix un canal perquè tots els metges en exercici declarin els casos, encara que treballin en centres públics o privats; d'atenció primària o secundària o hospitalària:
Malalties de declaració numèrica:
- Enteritis i diarrees (s'hi exclou la disenteria)
- Escarlatina
- Grip
- Infecció genital per clamídies
- Condiloma acuminat
- Infecció per tricomones
- Herpes genital (VHS1 i VHS2)
- Leptospirosi
- Altres infeccions de transmissió sexual (s'hi exclou herpes genital, infecció per tricomones, genitals per papil·lomavirus humà o per clamídies)
- Oftàlmia neonatal
- Varicel·la

Malalties de declaració individualitzada:
- Amebosi
- Brucel·losi
- Carboncle
- Diftèria
- Febre botonosa
- Febre tifoide i paratifoide
- Hepatitis
  - A
  - B
  - C
  - Altres d'infeccioses
- Hidatidosi
- Infecció gonocòccica
- Infecció pel Virus de la immunodeficiència humana (VIH)
- Legionel·losi
- Leishmaniosi
- Lepra
- Limfogranuloma veneri (LGV)
- Meningitis tuberculosa
- Paludisme
- Rubèola congènita
- Sida
- Sífilis infecciosa
- Sífilis congènita
- Shigel·losi
- Tètanus
- Tètanus neonatal
- Tos ferina
- Triquinosi
- Tuberculosi pulmonar
- Altres tuberculosis (s'hi exclou la tuberculosi pulmonar i la meningitis tuberculosa)

Malalties de declaració urgent:
- Botulisme
- Brots epidèmics de qualsevol etiologia
- Còlera
- Diftèria
- Febre groga
- Gastroenteritis per Escherichia coli O157:H7
- Malaltia invasiva per Haemophilus influenzae b
- Malaltia meningocòccica
- Parotiditis
- Pesta
- Poliomielitis
- Ràbia
- Rubèola
- Síndrome hemoliticourèmica
- Tifus exantemàtic
- Xarampió

### Austràlia
A Austràlia el 1990 es va establir el sistema de vigilància de malalties de notificació obligatòria nacional (National Notifiable Diseases Surveillance System, NNDSS). Les notificacions es fan als estats o autoritat sanitària territori i informatitzat, registres es lliuren sense identificadors nominals al Department of Health and Ageing, per a depurar, analitzar i publicar.
Pel que fa a les malalties veterinàries el Ministeri d'Agricultura, Pesca i Boscos (Department of Agriculture, Fisheries and Forestry) regula la notificació de les malalties infeccioses dels animals.

### Regne Unit
Al Regne Unit el requisit de notificar les malalties infeccioses es va originar cap a finals del segle xix. La llista va començar amb algunes malalties seleccionades i des de llavors ha crescut a trenta-una. La notificació de les malalties dels éssers humans al Regne Unit ha estat regulat per l'Acta de Salut Pública - Control de Malalties (Public Health Control of Disease Act) de 1984 i les regulacions de salut pública - malalties infeccioses (Public Health -Infectious Diseases- Regulations) de 1988. L'òrgan de govern és la Health Protection Agency (Centre for Infections).

També hi ha requisits per a la notificació específica en nens les normes nacionals per a l'atenció de menors de 8s dia i cura dels nens aquest estat: L'Oficina d'Estàndards d'Educació ha de ser notificada de qualsevol intoxicació alimentària que afecti dos o més infants atesos en les instal·lacions, tot nen amb meningitis o brots de qualsevol malaltia de declaració obligatòria identificades com a tals en l'Acta de Salut Pública - Control de Malalties de 1984.
En la notificació del Regne Unit de les malalties en els animals està regulada per la Llei de sanitat animal de 1981, així com les malalties especificades al Specified Diseases (Notification and Slaughter) Order de 1992 (modificada) i Specified Diseases (Notification and Slaughter) Order de 1996 (modificada).

### Estats Units
En el passat, les malalties de declaració obligatòria als Estats Units variava d'acord amb les lleis dels estats de la Unió. Els Centres per al Control i Prevenció de Malalties i el Council of State and Territorial Epidemiologists (CSTE) van produir una llista de malalties a nivell nacional de notificació obligatòria que les autoritats de salut han d'informar al sistema nacional de malalties de declaració obligatòria del CDC (National Notifiable Diseases Surveillance System, NNDSS).